# Битаково Озеро
Битаково Озеро (укр. Битакове Озеро) — село, Опрышковский сельский совет, Глобинский район, Полтавская область, Украина.
Код КОАТУУ — 5320686002. Население по переписи 2001 года составляло 58 человек
В записях 1779-1794 года села Опришки встречаются записи приписанного хутора Битаково Озеро
Село указано на трехверстовке Полтавской области. Военно-топографическая карта.1869 года как хутор Бытаково Озеро.

## Географическое положение
Село Битаково Озеро находится на берегу реки Кривая Руда, которая через 1,5 км впадает в реку Сухой Кагамлык,
выше по течению на расстоянии в 2 км расположено село Сидоры.
Река в этом месте пересыхает, на ней сделано несколько запруд.
К селу примыкает большой садовый массив.